# Laurana Mae
Lauriana Mae, née le 18 janvier 1983 à Red Bank, est une auteure-compositrice-interprète américaine de pop, de R&B et de soul.
Elle a collaboré avec des musiciens tels que Cee Lo Green, Kwamé et B.o.B,. En 2013, elle chante sur Only You avec Green, qu'elle interprète dans The Ellen DeGeneres Show le 17 avril 2013.

## Biographie
Mae est née à Red Bank dans le New Jersey. Elle est influencée par Etta James, Billie Holiday et Ella Fitzgerald. Mae rejoint une chorale d'église avant d'auditionner pour un lycée des arts de la scène, où elle est acceptée et se spécialise dans le chant. Elle commence à se produire dans des spectacles de talents locaux, à auditionner pour divers concerts et à travailler avec différents groupes. Elle fait ensuite partie de l'émission du groupe Popstars Scene 23.

### Carrière
En 2015, Mae a un album appelé City of Diamonds. Cet album contient de la musique hip-hop et R&B. En 2016, elle collabore avec l'auteur-compositeur-interprète et rappeur Dreezy (en) pour la chanson R&B LOL. Le 20 janvier 2017, elle sort un album complet intitulé Can't Go Back avec Dreezy et le rappeur du Wu-Tang Clan Raekwon.